# El salvavidas
El salvavidas è un film documentario del 2011 diretto dalla regista cilena Maite Alberdi.

## Trama
Mauricio è un bagnino scrupoloso, puntuale e preciso fino all'ossessione nella gestione della sua torre e nel far rispettare le regole sulla spiaggia più grande e famosa del Cile. I turisti della domenica spesso non sopportano i suoi modi, così come il suo collega/rivale, ma il piccolo bagnino in erba ha scelto lui per imparare il mestiere.
Molti si chiedono perché Mauricio non si butti mai in acqua. Fino a quando il dramma irrompe. Oscillando tra la pura osservazione della realtà e la suspense di una fiction, il documentario della giovane regista Alberdi si interroga sul tema della responsabilità.

## Riconoscimenti
- 2011 - Festival Internacional de Cine de Valdivia
  - Premio del pubblico